# Elhadj Ousmane Barry
Elhadj Ousmane Barry (Conakry, 1991. szeptember 27. –) guineai válogatott labdarúgó, jelenleg a PAE AÉ Láriszasz 1964 játékosa.

## Mérkőzései a guineai válogatottban
| #  | Dátum               | Ellenfél         | Eredmény | Kiírás                             | Esemény |
| -- | ------------------- | ---------------- | -------- | ---------------------------------- | ------- |
| 1. | 2011. augusztus 10. | Gabon            | 1 – 1    | barátságos mérkőzés                | 46'     |
| 2. | 2012. január 24.    | Mali             | 0 – 1    | Afrikai nemzetek kupája csoportkör | 62'     |
| 3. | 2012. február 29.   | Elefántcsontpart | 0 – 0    | barátságos mérkőzés                | 73'     |